# Pagny-le-Château
Pagny-le-Château település Franciaországban, Côte-d’Or megyében. Lakosainak száma 485 fő (2022. január 1.). Pagny-le-Château Saint-Usage, Lanthes, Chamblanc, Esbarres, Franxault, Grosbois-lès-Tichey, Labruyère, Losne, Montagny-lès-Seurre és Pagny-la-Ville községekkel határos.

## Népesség
A település népességének változása:
| Lakosok száma | 428  | 343  | 477  | 490  | 495  | 508  | 514  | 506  | 500  | 485  |
|               | 1968 | 1982 | 1990 | 2006 | 2013 | 2015 | 2017 | 2019 | 2020 | 2022 |